# Centro Etnográfico Joaquín Díaz
El Centro Etnográfico Joaquín Díaz es un museo que se encuentra en Urueña, un municipio y localidad situada en la provincia de Valladolid, España. Fue fundado por el folclorista Joaquín Díaz González en 1985 y la sede definitiva se instaló en la Casa de la Mayorazga en marzo de 1991.  Una exposición llamada "Amas de cría", pliegos de cordel, una colección de grabados, una biblioteca, una fonoteca, un espacioso zaguán y un museo de instrumentos se alojan en este centro Etnográfico.
El centro etnográfico tiene dos plantas. En la planta baja se puede encontrar la exposición de "Amas de cría", la colección de grabados, el zaguán, y los pliegos del cordel, mientras que en la primera planta se puede visitar la colección de grabados y de instrumentos.

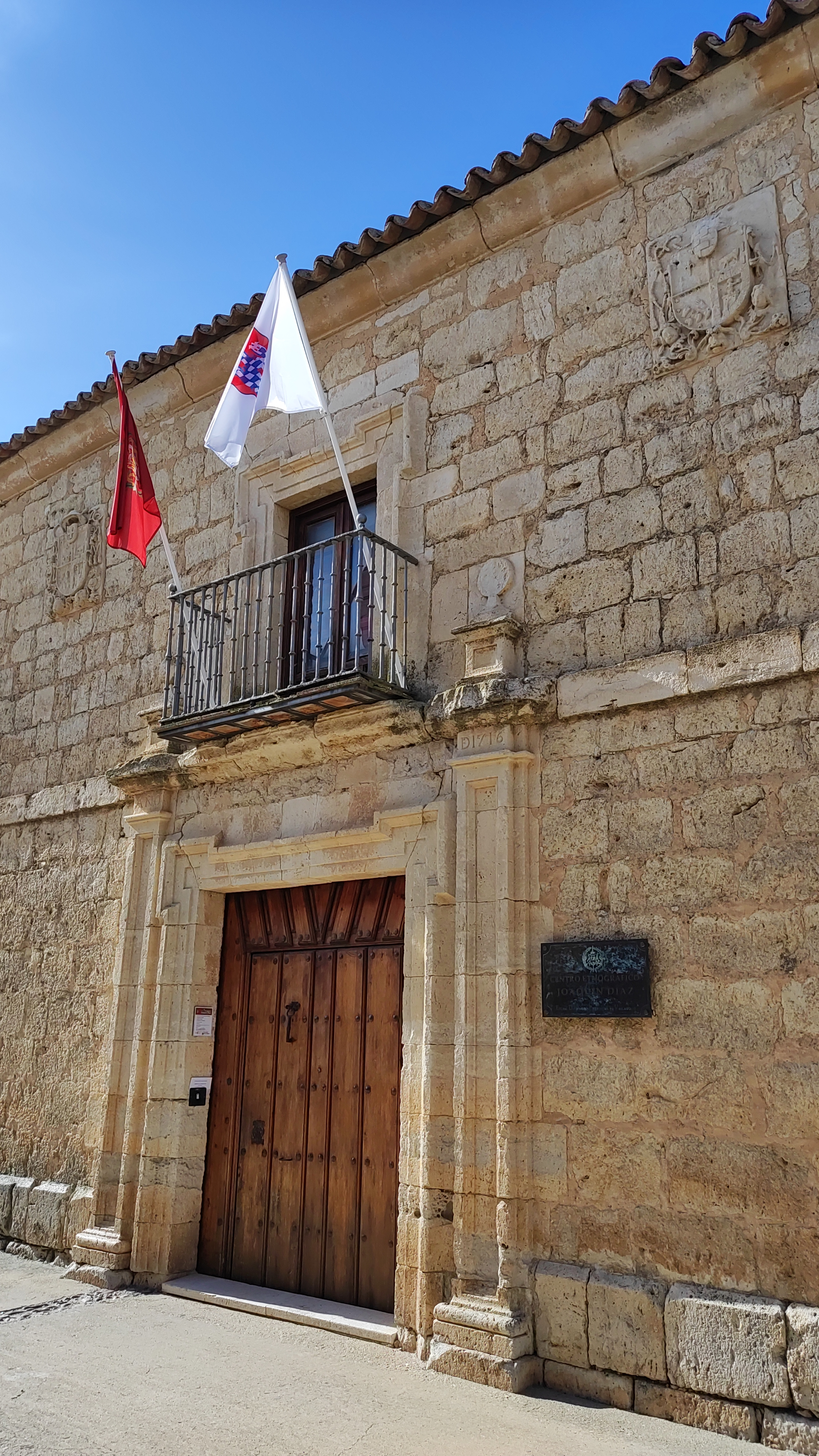
Portal de la Biblioteca del Centro Etnográfico Joaquín Díaz en noviembre de 2024

El primer apartado situado en el zaguán son las Estampas de Trajes de Castilla y León de diferentes artistas de los siglos XVIII, XIX y XX. Los pliegos de cordel también son conocidos como aleluyas y tienen su origen en las estampas que la Iglesia repartía a sus fieles en las grandes ceremonias. Con el tiempo la producción de estos géneros fue decayendo, aunque en varias imprentas aún se conservan moldes de madera o cobre de las primeras aleluyas.  
En la colección de instrumentos, los instrumentos  están divididos según la naturaleza de los sonidos que producen. Se pueden ver instrumentos pertenecientes a las cuatro grandes familias (aerófonos, idiófonos, cordáfonos y membranófonos).
En los fondos documentales del museo se encuentran una fonoteca y una videoteca que contienen grabaciones relacionadas con el trabajo de campo realizado fundamentalmente en Valladolid y en las provincias de Castilla y León. 
En el museo también se pueden encontrar los gentilicios de los pueblos de la provincia de Valladolid.